# Brivido fatale
Brivido fatale è un film muto italiano del 1912 diretto da Giuseppe De Liguoro.